# Настасья и Фомка
Скромный немой этюд — зачетная работа по режиссуре (всего лишь за второй курс!) «Настасья и Фомка» Н. Губенко оказалась трижды «полнометражным» по глубине мыслей и чувств фильмом.
Для меня лично эта работа очень дорога. Эта черно-белая картина снята отчасти в документальной манере, но в то же время это художественный фильм. 
Я рад, что смог убедить зрителя в правдивости истории фактически средствами немого кино.
«Настасья и Фомка» — короткометражный, чёрно-белый, фактически немой — никто из героев не произносит слов, художественный фильм 1968 года.
Дебютный фильм, ВГИКовская курсовая работа режиссёра Николая Губенко и оператора Элизбара Караваева.
Дебют 16-летней актрисы Наталии Белохвостиковой. Исполнитель роли Фомки — настоящий нищий с паперти Троице-Сергиевой Лавры.
Фильм отмечен призами «За лучшую первую учебную работу» и «За лучшую операторскую работу» на VI студенческом фестивале «ВГИК-69».

## Сюжет
У старика Фомы умерла жена. Фома везёт на санях гроб на деревенский погост, а ему видится, что Настасья идёт рядом босиком по снегу.

Собственно, его жизнь как бы замкнулась этими проводами, вместе с разлукой с женщиной, вместе с которой прошла вся его жизнь. При всей внешней скупости сюжета достоинства драматического развития истории не уступают достоинствам киноязыка. Обыденные детали, замедленный ритм по-своему усиливают нарастающее напряжение, чтобы прийти к короткому фрагменту — вспоминанию старика о жене, когда она, молодая, красивая, бежала, задыхаясь от радости предстоящей встречи с ним…— киновед Эльга Михайловна Лындина, 2016 год

## Роли
- Настасья — Наталия Белохвостикова
- Фомка — неизвестный (условно Фома Нищий)
- Фомка в молодости — Александр Толкачёв
- Соседи, священник, собака и кенарь Фомки

## Съемки
Фильм — курсовая работа за второй курс студентов ВГИКа режиссёра Николая Губенко и оператора Элизбара Караваева (мастерская Бориса Волчека).
Художественный руководитель фильма — Сергей Апполинариевич Герасимов.
Художник фильма — Александр Толкачёв — тогда также студент ВГИКа (мастерская Иванова-Вано И. П.), помимо работ по художественном оформлению, в ходе которых ему «пришлось всерьёз озаботиться изготовлением гроба и могильных крестов, с трудом добывая адреса похоронных контор и пугать их клиентов своими замерами стенок гробов», он сыграл в фильме эпизодичную роль молодого Фомки. По его словам именно после этой работы он воспринял у Губенко введение в кадр животных:

Губенко в первую же свою работу привнёс очень тёплую и живую деталь — кенаря в клетке. Во всех его последующих фильмах вы непременно увидите прекрасно задействованных животных и птиц. Это — жизнь. К сожалению сейчас не хотят возиться с животными — хлопотно и накладно.
Режиссёр фильма — Николай Губенко — будущий последний Министр культуры СССР, на момент съёмок фильма уже был успешным актёром, играл в театре, учился во ВГИКе повторно на режиссёрском — Сергей Герасимов принял его свой курс без экзаменов. Как отмечал режиссёр, это был хоть и дебютный фильм, но «снимая его, я всё-таки был достаточно взрослым человеком». По его словам, он написал рассказ о судьбе деревенского мужика, потерявшего свою единственную любовь, работа была одобрена Сергеем Герасимовым и принята к производству на учебной студии.
Все исполнители ролей, в том числе исполнитель главной роли Фомки, — не профессиональные актёры:

Мне нужно было правдивое человеческое участие и сопричастность к теме в облике персонажей. Все, сыгравшие в фильме, не были профессионалами. Для меня был важен прежде всего их типаж. Большинство из своих артистов я разыскал на церковных папертях. Главного героя, на роль Фомки, нашел на паперти в Троице-Сергиевой Лавре в последний день перед началом съемок.— режиссёр фильма Николай Губенко

Главного героя — Фомку — Губенко нашёл в Троице-Сергиевой лавре, на паперти. Он был, по нынешним понятиям, бомжом и профессиональным нищим. Эти обстоятельства, очевидно, развили в нём способности к лицедейству — с актёрскими задачами он справлялся хорошо. Всё бы замечательно, но самодеятельный актер наградил на съемках нас…вшами. «…Твою мать! А я в одном костюме с Высоцким играю! — первое, что воскликнул Николай, перепугавшись. — Теперь весь театр может заразиться!». Пришлось срочно прожаривать одежду. … Тогда Губенко поразил меня фразой: «Режиссура — это предвидение». Он предвидел, что Фомка не подведёт и отыграет как надо.— художник фильма Александр Толкачёв
Исполнительница роли Настасьи — Наталия Белохвостикова — тогда 16-летняя школьница, вольнослушательница-студентка 1-го курса ВГИК (мастерская Сергея Герасимова и Тамары Макаровой; принята Герасимовым в институт без экзаменов; через год она снимется в фильме «У озера» — получит главный приз XXVIII Кинофестиваля в Карловых Варах и станет самым молодым лауреатом Государственной премии СССР в истории отечественного кинематографа), и хотя до этого она ещё в 13 лет снялась в эпизоде в фильме Марка Донского, но именно фильм «Насться и Фомка», по её словам, — её полноценная дебютная работа в кино. Она формально ещё училась в школе и одновременно с посещением ВГИКа экстерном сдавала экзамены за 10-й класс:

На режиссёрском факультете, у нас же совместная мастерская, учился Коля Губенко. И Коля очень много писал тогда, и эти свои пьесы маленькие ставил, и это в основном была какая-то деревенская тема, застолья. И вот у Коли я играла пьяных баб, старух. И зимой Коля снимал свой первый фильм «Настасья и Фомка». И мне позвонил Коля вечером, говорит: «Наташ, у нас завтра съемка», я говорю — Коля, у меня контрольная по математике… Он говорит: «Какая контрольная?! У нас съёмка в 9 утра»… И вот так… И первой моей картиной была «Настасья и Фомка», где были только шумы, чёрно-белая. Умерла старуха у старика, а он вспоминает. Я была той юной женщиной, в которую он был влюблён. Я сейчас рассказываю, у меня мурашки по телу. Я считаю, что это одна из лучших картин Коли Губенко.— Наталия Белохвостикова

## Критика и оценки
Александр Толкачёв: «Дебютная работа у Коли получилась очень сильной, со своим выразительным киноязыком».
Анатолий Заболоцкий, посмотревший фильм в 1970-х годах, спустя 30 лет писал: «…фильм запомнился мне до теперешних дней».

«Настасья и Фомка» практически без слов. Устремления автора — рассказ о безысходном одиночестве старика, который хоронит жену. Решение трагической темы — в сфере пластичности, достигнуто оно благодаря исключительным достоинствам выразительных средств. Уже в первой работе Губенко с идеальной точностью подбирает не только исполнителей, но и оператора, и художника, с которыми позже будет работать над своими фильмами. Вспоминается фраза Кокто: «Кино — искусство подбирать коллектив».— киновед Эльга Михайловна Лындина, 2016 год
Интересную оценку фильму — как поставленный Губенко «с немалым юмором» — дал Е. С. Громов — киновед, доктор философских наук, профессор Института философии АН СССР и Государственного института искусствознания, замдиректора ВНИИ киноискусства — автор первой монографии о киноработах Николая Губенко.

## Призы и фестивали
Фильм получил сразу два приза на VI студенческом фестивале, проходившем весной 1969 года во ВГИКе:

Немые этюды «Настасья и Фомка» Н. Губенко (мастерская С. Герасимова) и «Столько воды утекло» В. Лонского (мастерская Е. Дзигана) разделили премию «За лучшую первую съемочную работу». А оператор Э. Караваев (мастерская Б. Волчека), который снимал этюд «Настасья и Фомка», отмечен наградой «За лучшую операторскую работу».— «Искусство кино», 1969 год
Фильм регулярно участвует в фестивалях и ретроспективах: юбилейный XX фестиваль архивного кино «Белые Столбы» («Госфильмофонд», Москва, 2016), XV Международный фестиваль дебютных и студенческих фильмов «Начало» («Ленфильм», Санкт-Петербург, 2016), Международный фестиваль-практикум киношкол «Кинопроба» (Екатеринбург, 2016).